# خیار دریایی چرمی
خیار دریایی چرمی (نام علمی: Holothuria) نام یک سرده از تیره خیارهای دریایی چرمی است.

## نگارخانه

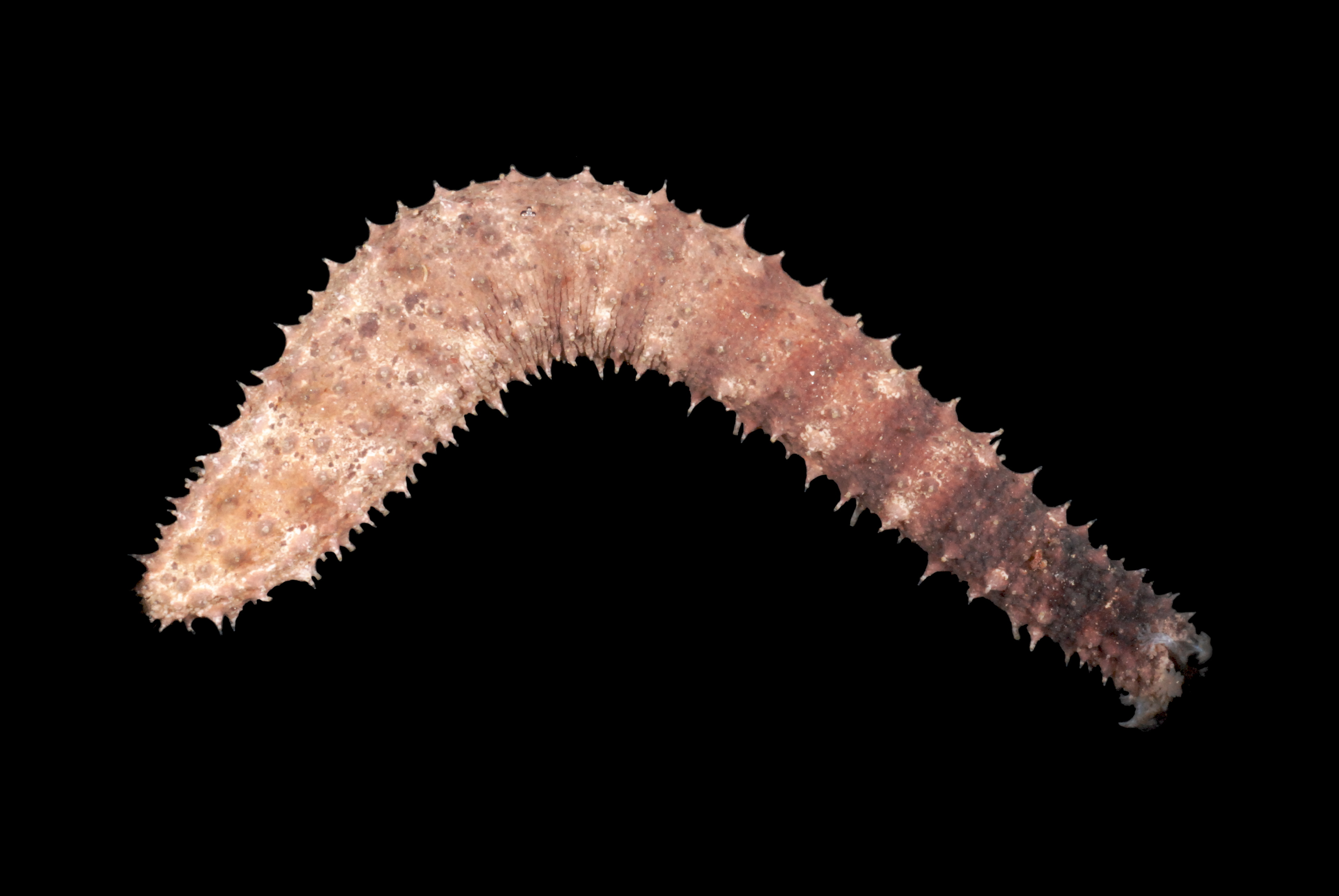
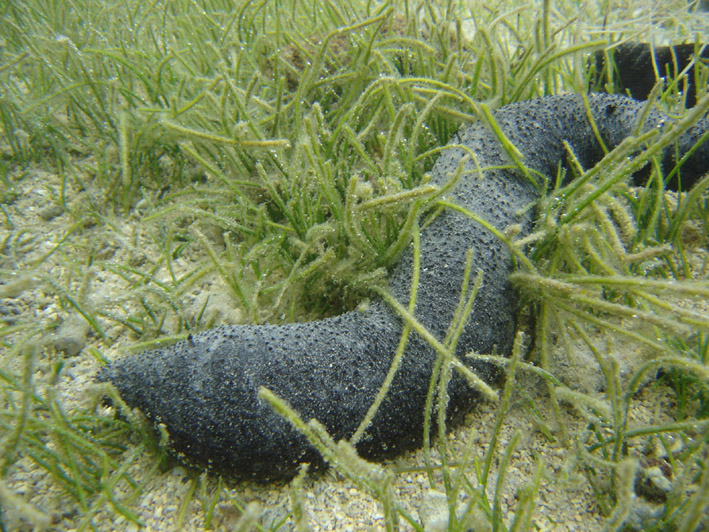
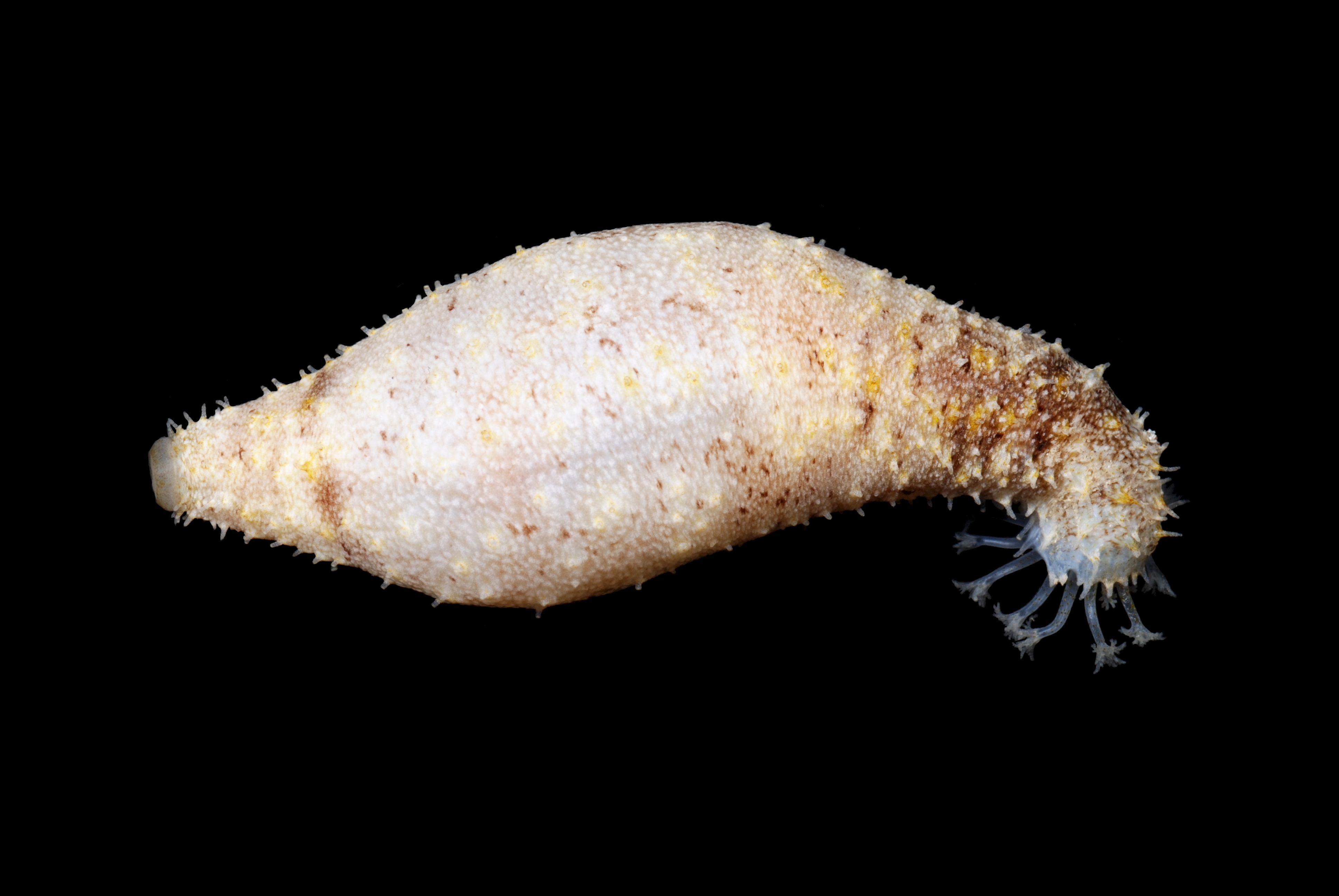
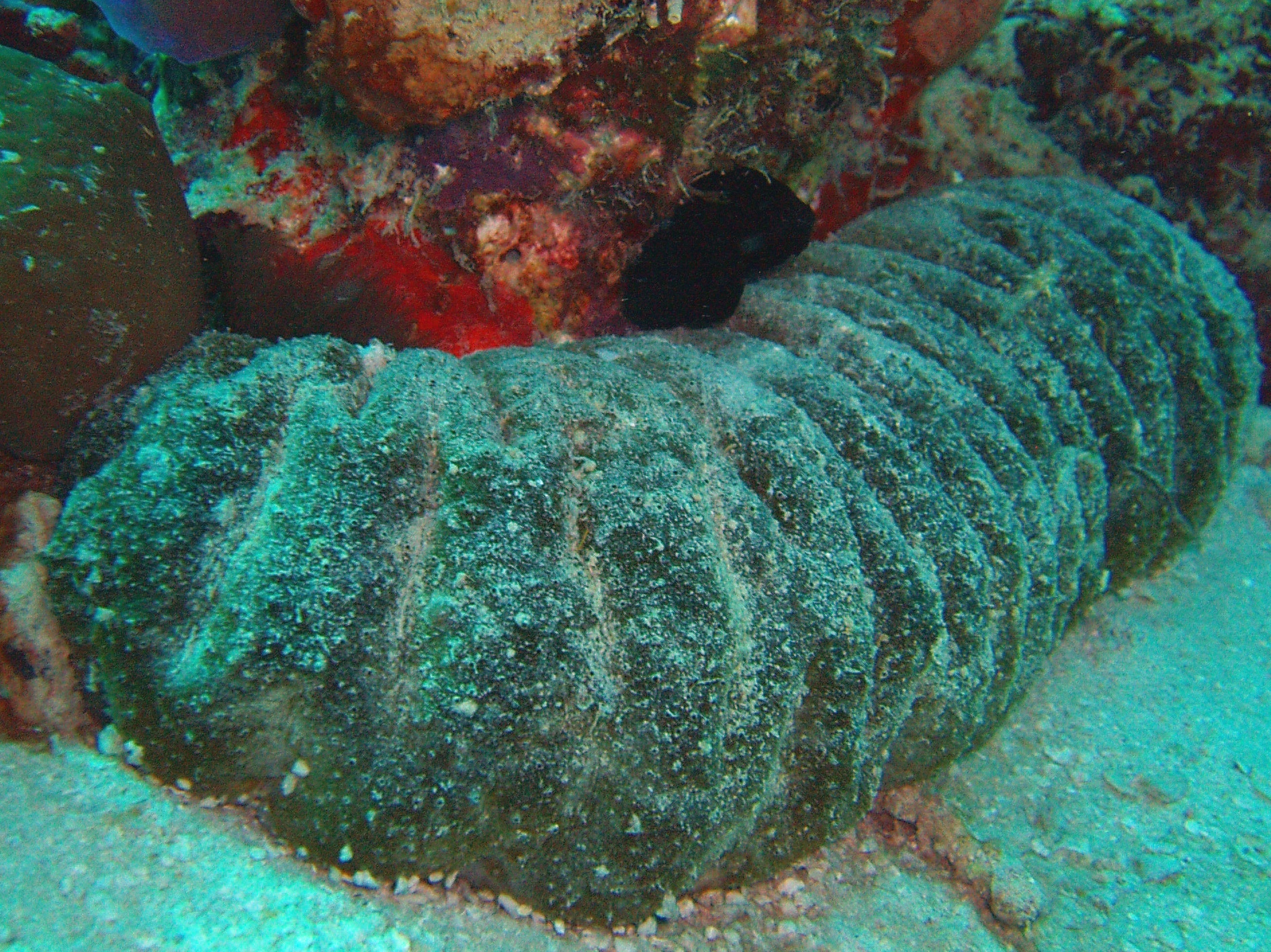
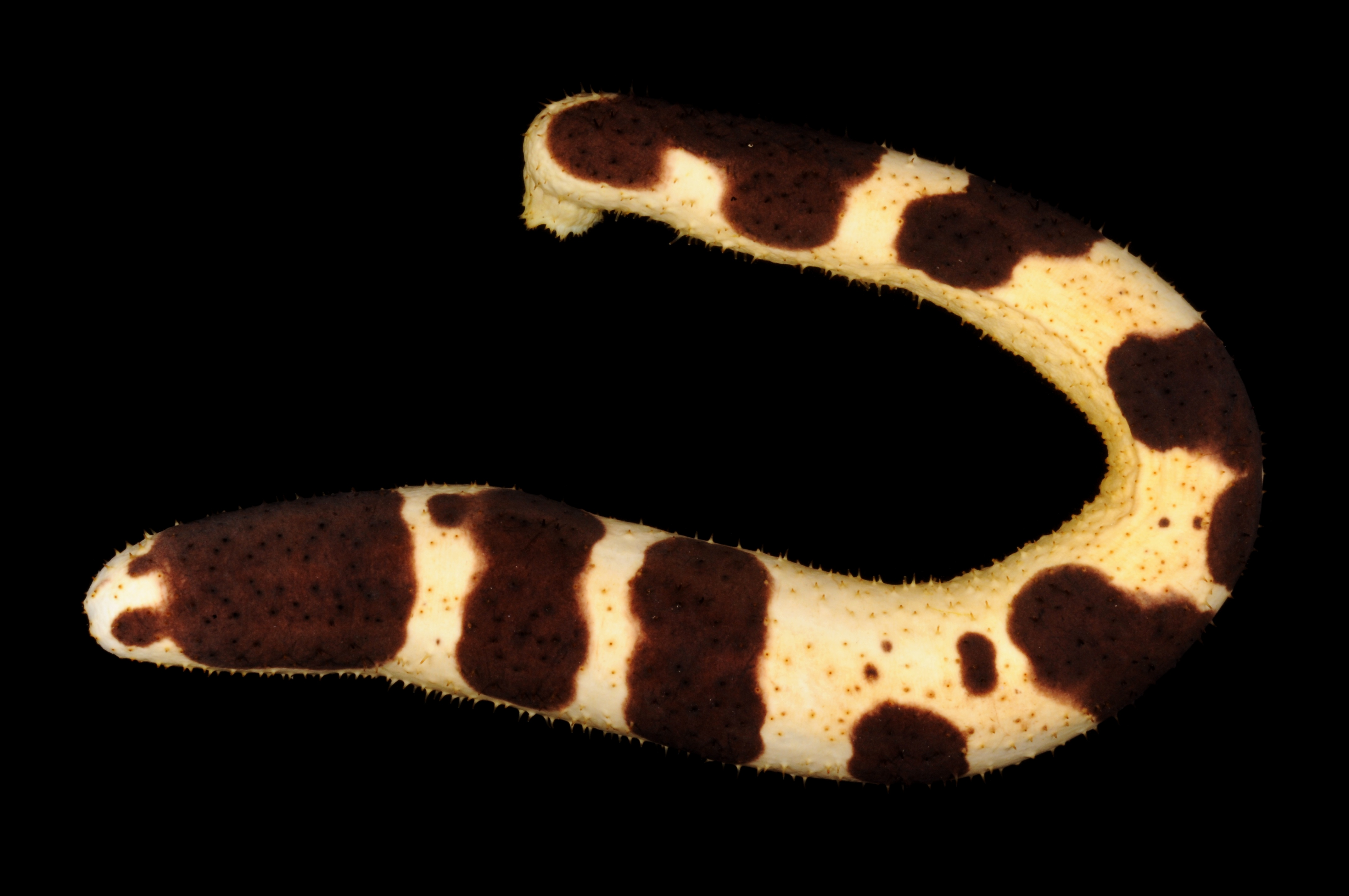
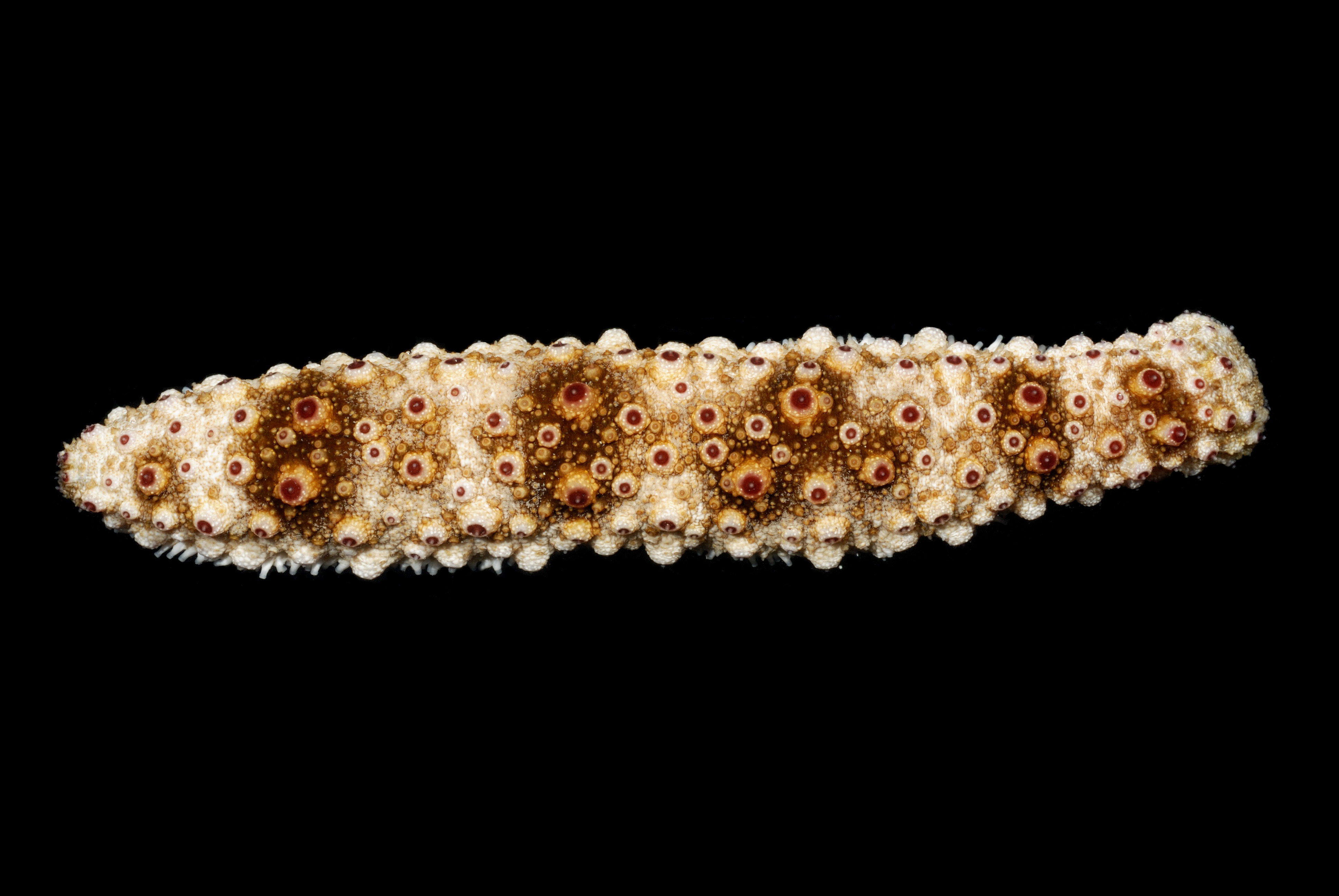
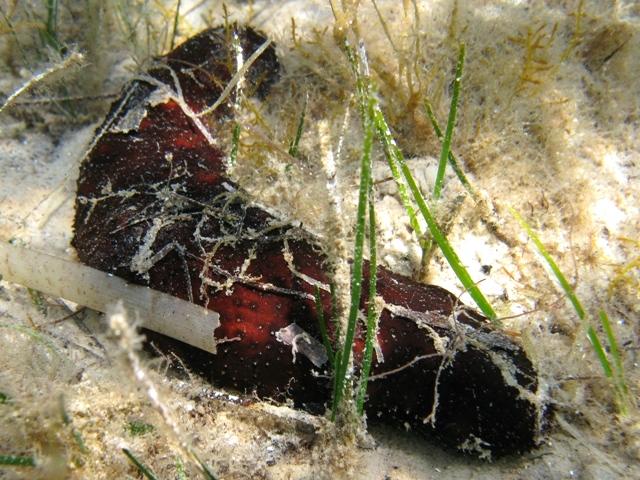
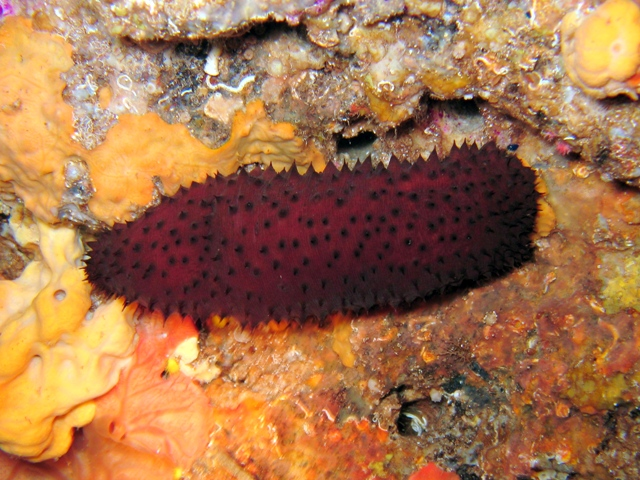
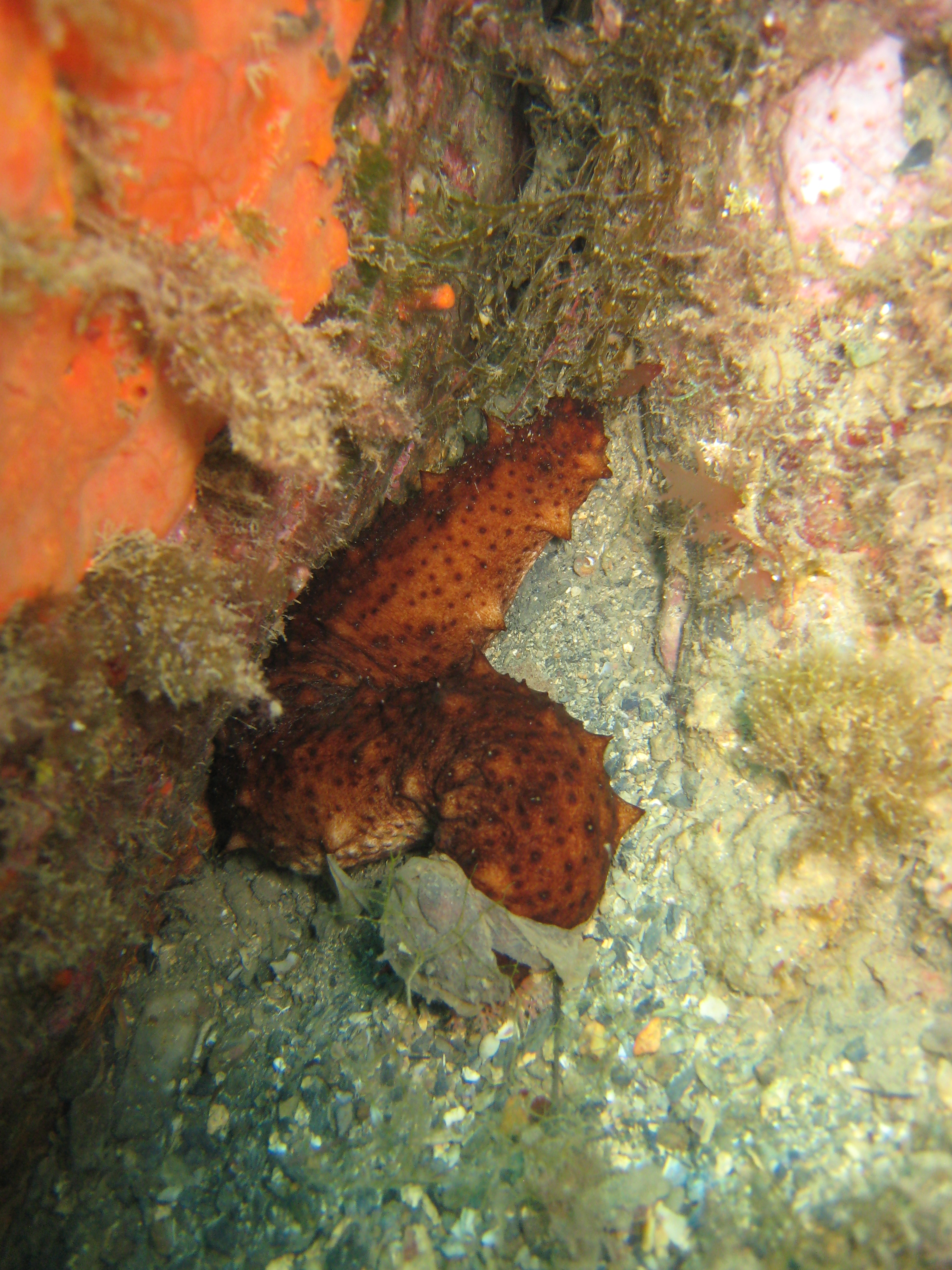
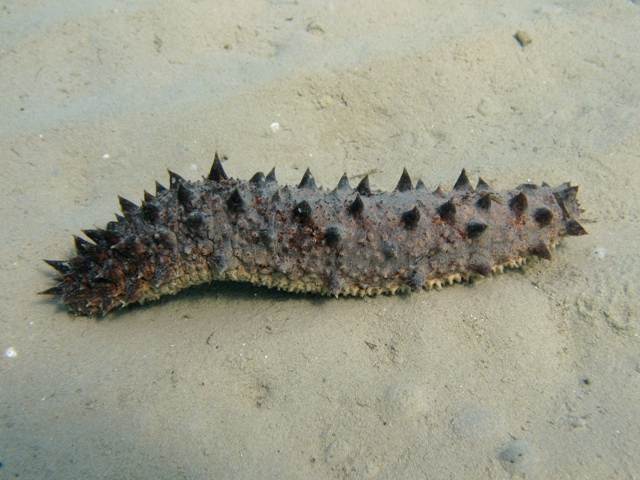
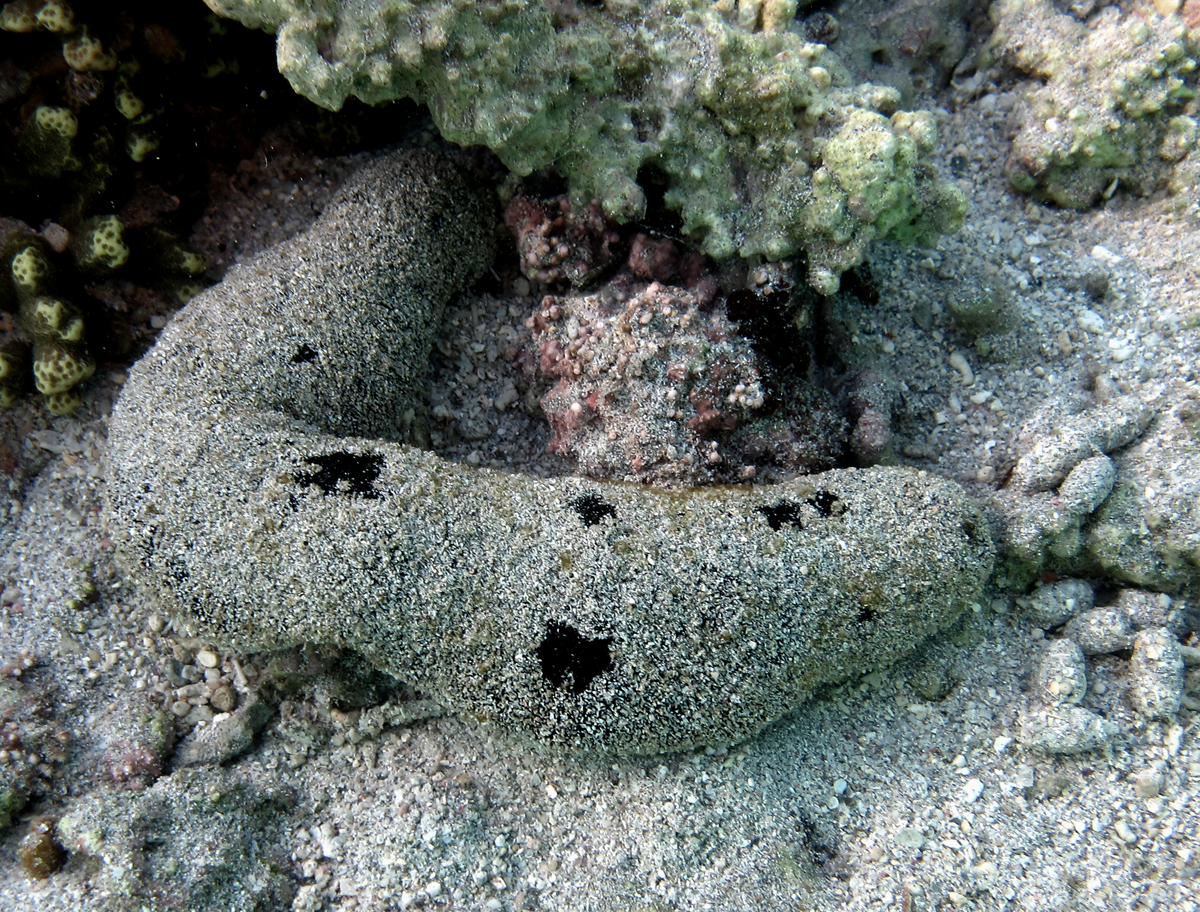
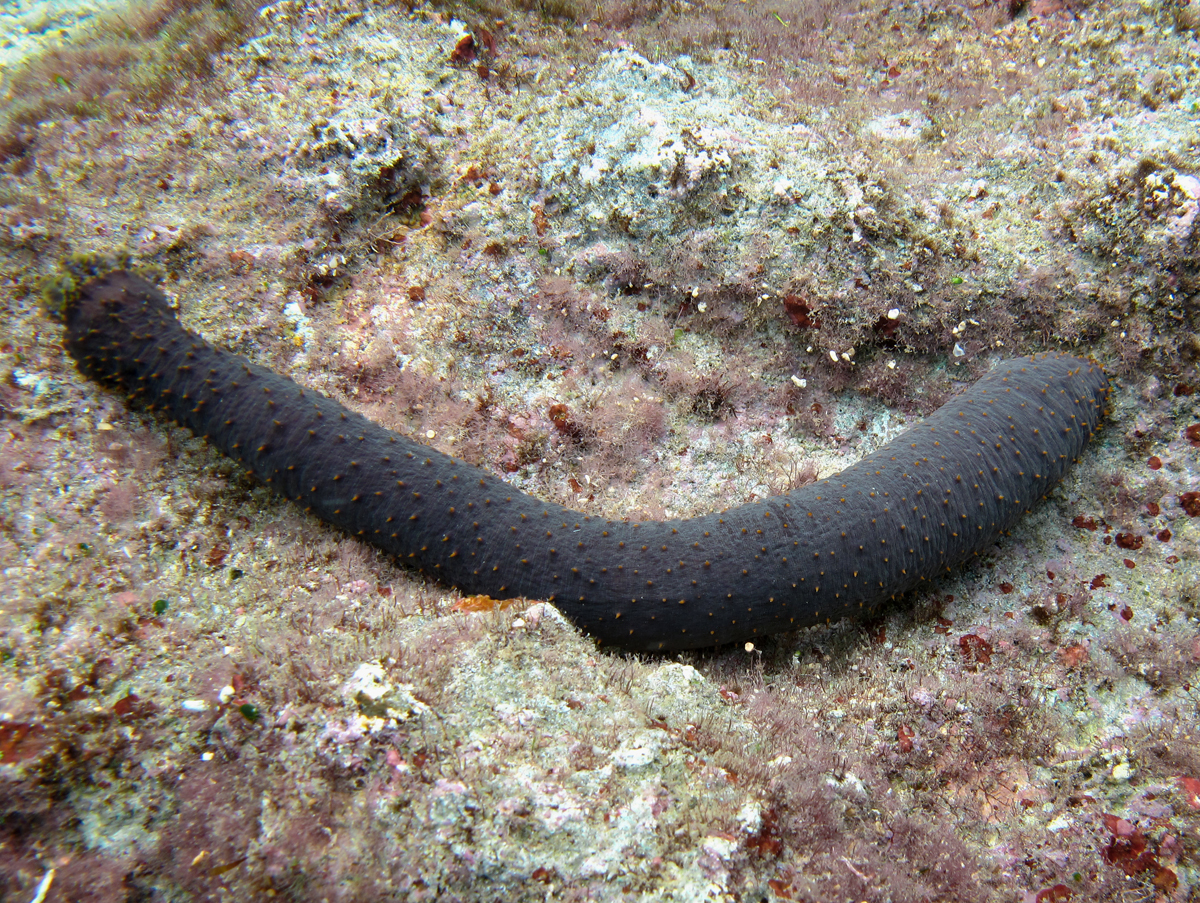
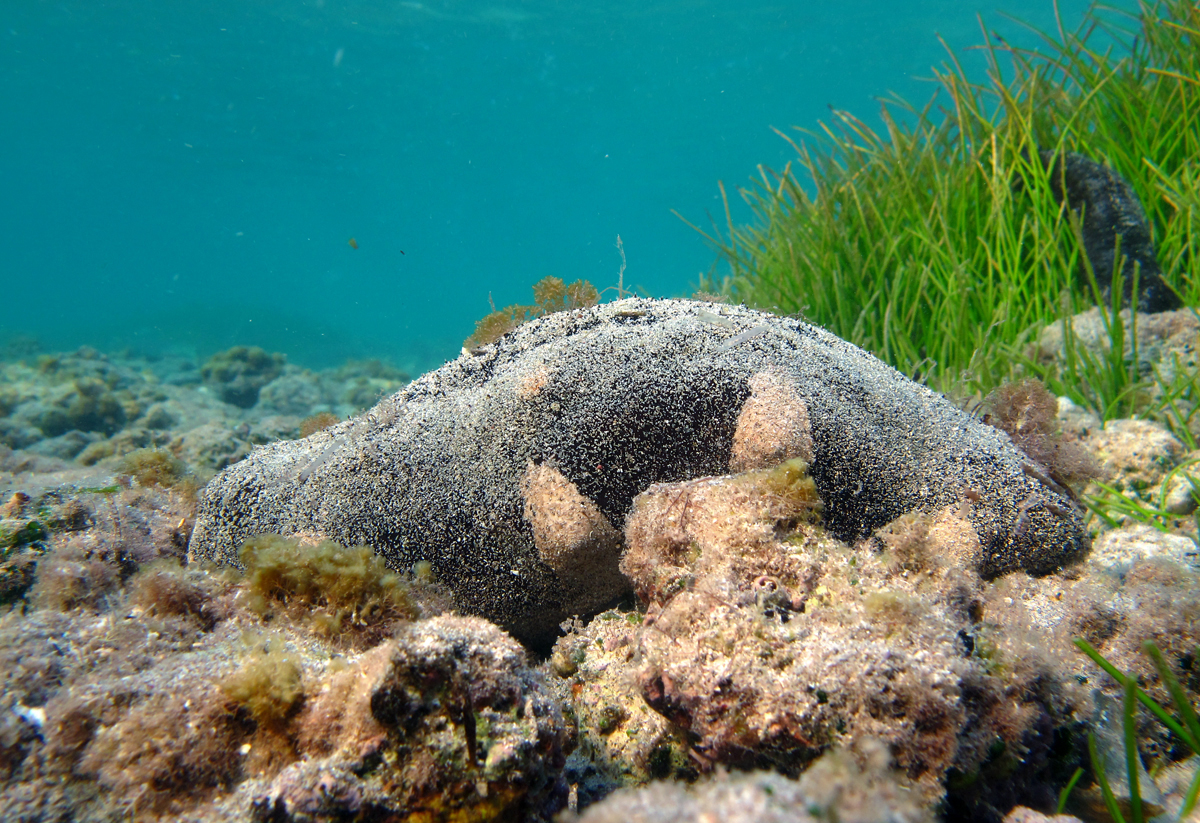
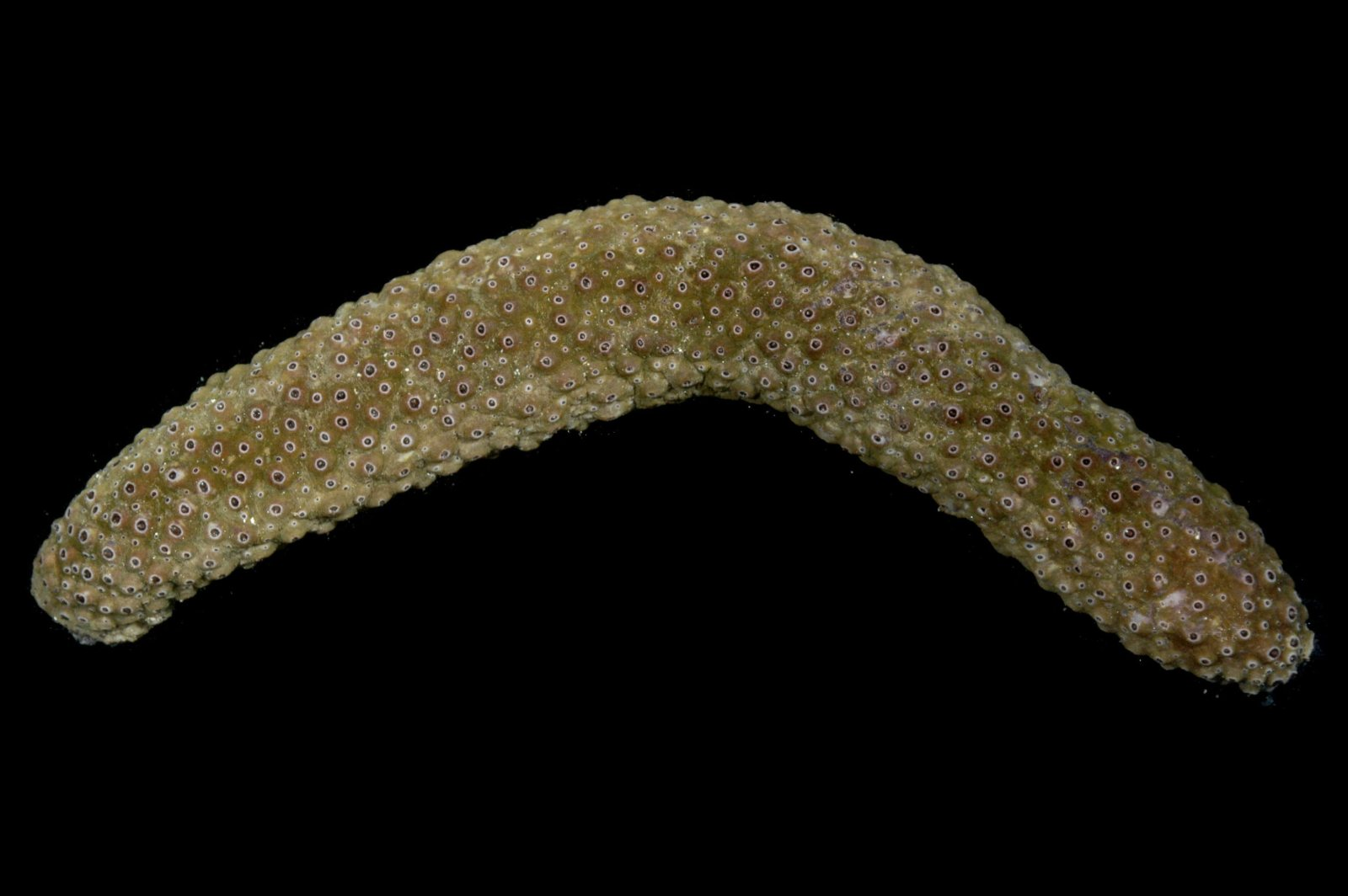
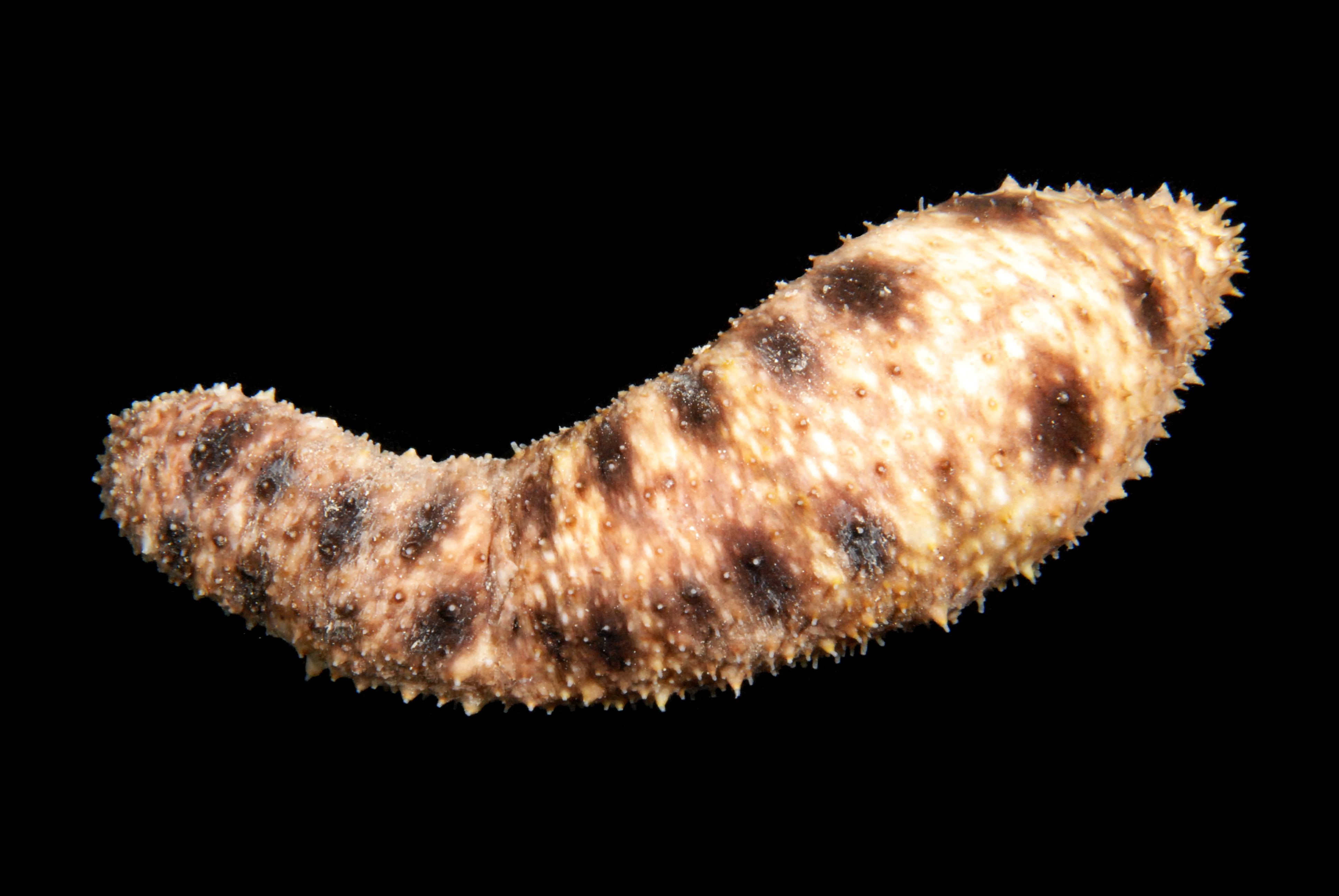
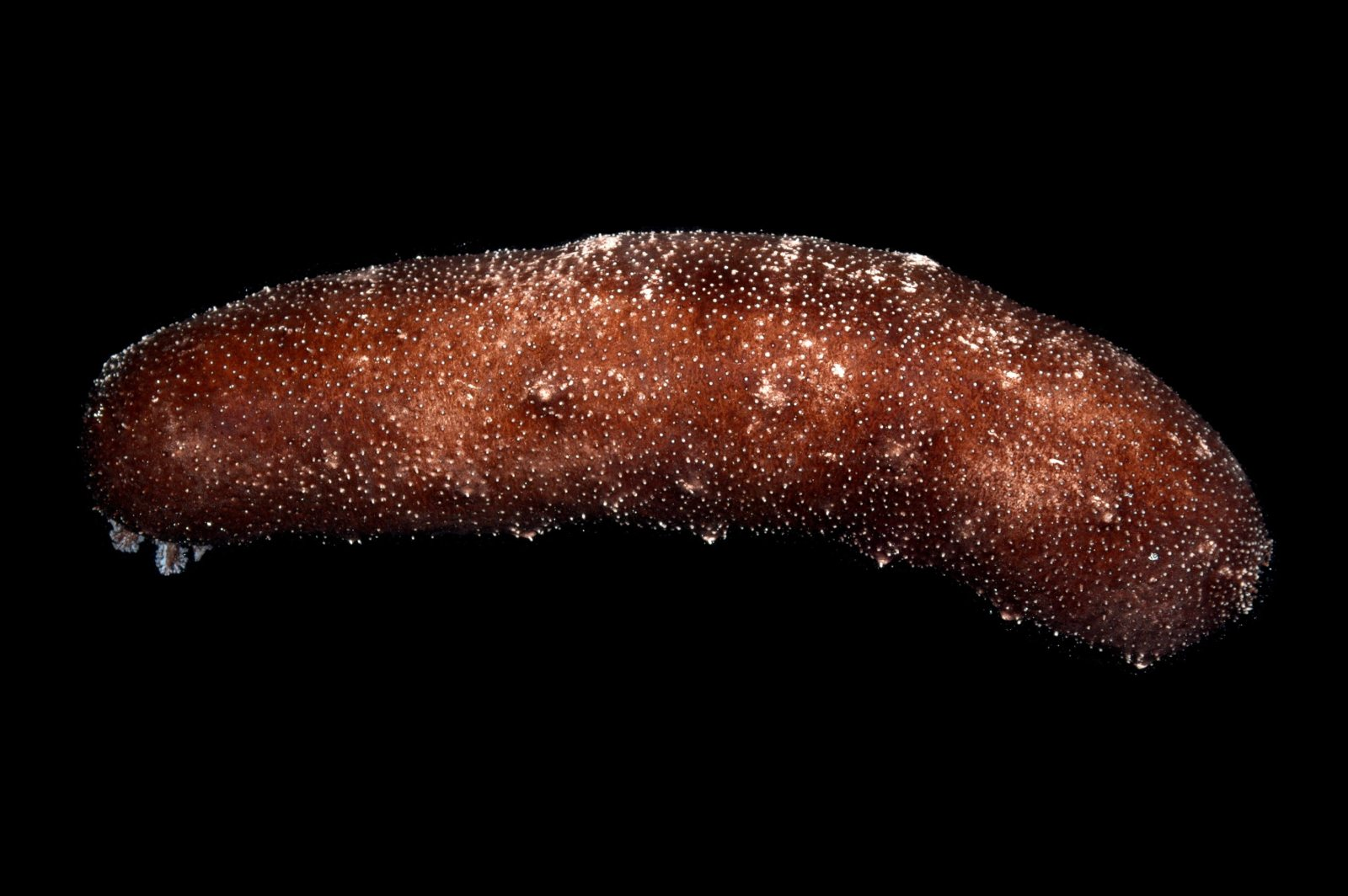